# سیمیون پرایس
سیمیون پرایس (انگلیسی: Simeon Price؛ ۱۶ مهٔ ۱۸۸۲ – ۱۶ دسامبر ۱۹۴۵) گلف‌باز اهل ایالات متحده آمریکا بود.